# Trutruca
La trutruca (de la  mapudungun:  trutruka ) o petranca és un  aeròfon del gènere de les  trompes, difós principalment entre el poble maputxe de Xile i l'Argentina. És semblant a l'erke i a la trompa dels Alps per la seva forma. El so que produeix és estrident i greu -la gravetat de el so depèn de la freqüència de les seves vibracions: un so més greu és aquell amb menor freqüència (Hertz) i més agut un amb més freqüència (Hertz) -, amb escasses variacions tonals. La trutruca s'utilitza com a senyal a distància, crit de guerra o com acompanyament musical en activitats socials i religioses.

## Descripció
L'instrument té dues parts principals, que són el cos i la botzina. El cos d'aquest instrument està construït de canya de colihue entre 2 i 5 metres de llarg i de 2 a 10 cm de diàmetre. La canya es talla longitudinalment en dues meitats per buidar-la i després s'ajunten les dues meitats amb fil de llana o fils de budells animals i està folrat amb un intestí animal, generalment de cavall (avui dia) per evitar la fuita d'aire a l'executar l'instrument. La botzina té un pavelló fet amb una banya de boví despuntat que està unit a la canya amb fibres vegetals o fils de budells d'animals. Una versió petita i més moderna d'aquest instrument es fabrica amb un tros de tub plàstic enrotllat.
Es poden obtenir diferents notes i variacions en la trutruca pel canvi de pressió que s'exerceix al bufar i per la posició dels llavis. Els instruments són recolzats a terra o en un tronc per a la seva execució. Es fa sonar principalment en rituals i esdeveniments socials com el guillatún, el camaruco, el loncomeo i en cerimònies funeràries.